# Fuga de prisión de Daniel Khalife
El 6 de septiembre de 2023, el exsoldado del ejército británico Daniel Abed Khalife, quien estaba en prisión preventiva en espera de juicio por cargos de terrorismo, escapó de la prisión de Wandsworth en Londres. La fuga provocó una búsqueda policial a nivel nacional y retrasos en los principales centros de transporte. Se cree que Khalife escapó al amarrase en la parte inferior de un camión de reparto de alimentos mientras trabajaba en la cocina de la prisión. Tras tres días prófugo, fue capturado por la Policía Metropolitana en Northolt, en el Gran Londres.

## Antecedentes de Daniel Khalife
Daniel Abed Khalife nació el 27 de septiembre de 2001 en Londres, hijo de una madre nacida en Irán. Vivió anteriormente en el distrito real de Kingston upon Thames. Asistió a la Teddington School, una escuela pública en Teddington, Gran Londres, donde destacó como corredor. Dejó la escuela en 2018.
Khalife se unió al ejército en 2018  o 2019. Era ingeniero de redes y servía en el Cuerpo Real de Señales, con base en Beacon Barracks, Stafford. Fue dado de baja del ejército en mayo de 2023, tras los cargos relacionados con terrorismo y la violación de la Ley de Secretos Oficiales.

### Cargos iniciales e ingreso en prisión
En agosto de 2021, Khalife fue arrestado bajo sospecha de violar la Ley de Secretos Oficiales, fue puesto en libertad bajo fianza y se le permitió regresar a su base militar. En enero de 2023, fue acusado de delitos de terrorismo y explosivos, y fue enviado a prisión preventiva en HM Prison Wandsworth, una prisión masculina de categoría B, para esperar su juicio. Los delitos están relacionados con dos incidentes en Staffordshire, uno en agosto de 2021 y otro en enero de 2023.
Khalife compareció ante el Tribunal de Magistrados de Westminster el 7 de febrero de 2023, donde se expusieron los detalles de las acusaciones, incluida la de haber dejado cilindros con cables en el MOD Stafford el 2 de enero de 2023, con la intención de "inducir en otra persona la creencia de que era probable que el objeto explotara o se encendiera" y que había accedido a la Administración Conjunta de Personal para obtener información personal sobre soldados "que probablemente sería útil para una persona que comete o prepara un acto de terrorismo" en 2021. Estos delitos son contrarios al artículo 51 de la Ley Penal de 1977 y al artículo 58A de la Ley de Terrorismo de 2000, respectivamente. El 21 de julio, Khalife compareció en el Old Bailey y se declaró "no culpable" de los cargos que se le imputaban en virtud de la Ley de Secretos Oficiales y la Ley de Terrorismo. Su juicio estaba programado para comenzar el 13 de noviembre de 2023.

## Fuga y búsqueda policial

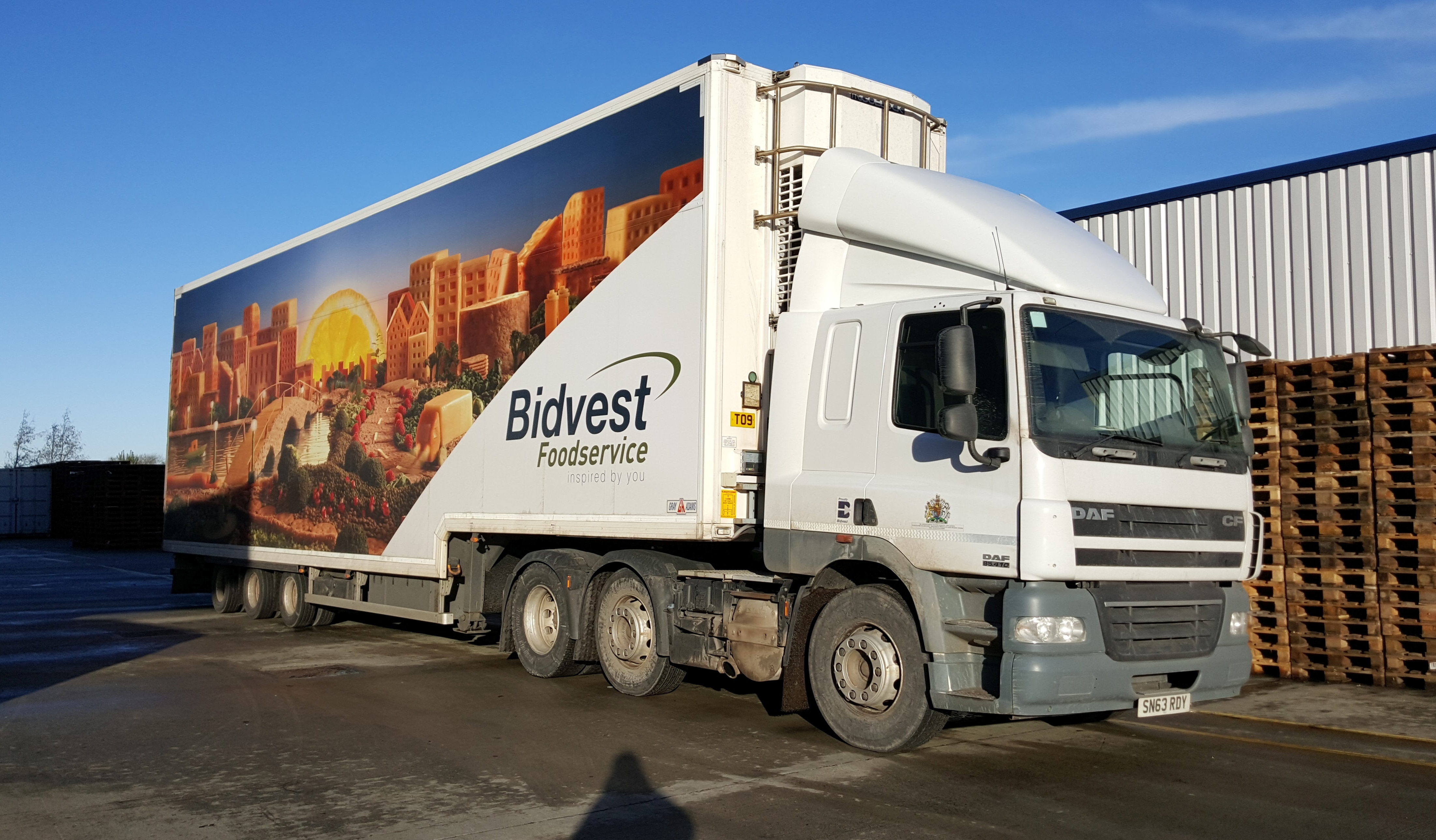
Un camión de reparto de alimentos Bidfood similar al utilizado en la fuga.

El 6 de septiembre de 2023, Khalife escapó de la prisión de Wandsworth, en el suroeste de Londres, donde estaba en prisión preventiva. Se informó que trabajaba en la cocina de la prisión y que vestía un uniforme de chef que consistía en una camiseta blanca, pantalones a cuadros rojos y blancos, y botas con punta de acero marrones. La Policía Metropolitana (Met) cree que Khalife escapó escondiéndose bajo una furgoneta de reparto de alimentos, utilizando un material "hecho de sábanas con clips en cada extremo".  Un vehículo de suministro de alimentos salió de la prisión a las 7:30 a.m. y, a las 7:50 a.m., se activaron los planes de contingencia por un "prisionero no contabilizado", lo que incluyó el cierre de la prisión y la notificación a la policía. A las 8:37 a.m., la policía detuvo la furgoneta de alimentos en East Putney y descubrió una correa— posiblemente hechas de sábanas—debajo del vehículo. 
La fuga de Khalife desató una búsqueda policial y controles de seguridad adicionales en aeropuertos y puertos británicos. Durante la noche del 7 al 8 de septiembre, Richmond Park, el parque más grande del Gran Londres, fue cerrado mientras la Policía Metropolitana realizaba una búsqueda; esto incluyó el uso de helicópteros con tecnología infrarroja para detectar calor corporal. La Policía Metropolitana informó que 150 oficiales participaron en la búsqueda, además de policías de otras fuerzas y miembros de la Fuerza Fronteriza. Desde el 8 de septiembre, se ofreció una recompensa de hasta 20.000 libras esterlinas por información que condujera al arresto de Khalife.
A las 5 p.m. del 8 de septiembre, la policía confirmó un avistamiento de Khalife en el suroeste de Londres, en la mañana de su fuga. Informaron que un hombre que coincidía con la descripción de Khalife, fue visto alejándose de una furgoneta de Bidfood cerca de la rotonda de Wandsworth poco después de su escape; luego, el hombre caminó hacia el centro de la ciudad de Wandsworth.

## Captura y cargos posteriores
En la mañana del 9 de septiembre, la Policía Metropolitana informó que Khalife había sido visto durante la noche en el área de Chiswick, en Londres.
Un oficial de civil fue informado de que Khalife había sido visto en una bicicleta en el sendero del canal Grand Union, cerca de Rowdell Road en Northolt. El oficial acudió al lugar, desenfundó su táser y le ordenó a Khalife que se bajara de la bicicleta. Khalife fue arrestado a las 10:41 a.m. bajo sospecha de estar ilegalmente en libertad y de haber escapado de custodia legal, aproximadamente a 14 millas (23 km) de la prisión de Wandsworth. En su posesión se encontraba un teléfono móvil y una bolsa con dinero y recibos que sugerían que había comprado ropa y crédito para el teléfono móvil.
El 10 de septiembre, la Policía Metropolitana confirmó que Khalife había sido acusado de escapar de custodia legal en relación con su fuga de HMP Wandsworth. Compareció ante el Tribunal de Magistrados de Westminster el 11 de septiembre, donde se le mantuvo bajo custodia hasta el 29 de septiembre, cuando comparecerá en el Old Bailey. Tras la audiencia, fue trasladado del tribunal a la prisión de categoría A de Belmarsh. El 21 de septiembre, Khalife compareció en el tribunal desde la prisión de Belmarsh por videollamada y se declaró "no culpable" de escapar de custodia legal. El 21 de diciembre, se fijó una nueva fecha de juicio para comenzar el 7 de octubre de 2024.
El 3 de febrero de 2025, después de estar declarado culpable de espionaje por Irán, Daniel Khalife fue sentenciado a catorce años y tres meses en cárcel.

## Reacción
El 7 de septiembre de 2023, Alex Chalk, Secretario de Justicia y miembro del Parlamento, ordenó una investigación sobre la fuga, solicitando un informe preliminar para el final de la semana. Esto incluirá investigar el vehículo en cuestión, si otros prisioneros podrían realizar una fuga similar y cómo se le asignó a Khalife el trabajo en la cocina, generalmente un puesto valioso reservado para prisioneros de confianza, donde tenía acceso a cuchillos y a una posible ruta de escape. El 8 de septiembre, Sir Mark Rowley, comisionado de la Policía Metropolitana, describió la fuga como "claramente planificada" y dijo que la policía estaba investigando si Khalife recibió ayuda para escapar por parte de otros prisioneros, oficiales de la prisión o personas externas.
El inspector jefe de prisiones, Charlie Taylor, dijo que "hay demasiados prisioneros en Wandsworth para la cantidad de personal que hay allí". Los inspectores también afirmaron que "más del 30% de los funcionarios de prisiones estaban ausentes o no podían cumplir con sus funciones completas". El 9 de mayo de 2024, Taylor escribió al Secretario de Estado de Justicia para instarlo a poner la prisión bajo medidas de emergencia después de una inspección que planteó preocupaciones sobre fallos continuos en la seguridad en Wandsworth.
El 10 de septiembre de 2023, Chalk confirmó que aproximadamente 40 reclusos fueron transferidos desde Wandsworth tras una revisión realizada después de la fuga de Khalife de la prisión.
El 15 de septiembre, cifras publicadas por el Ministerio de Justicia indicaron que 80 funcionarios de prisiones (alrededor del 39% de la fuerza laboral) no se presentaron a trabajar en la prisión de Wandsworth la mañana de la fuga de Khalife. El gobierno del Reino Unido afirmó que los niveles de personal estaban "por encima del mínimo" necesario.